# Януш Корвін-Мікке
Януш Ришард Корвін-Мікке (пол. Janusz Ryszard Korwin-Mikke; нар. 27 жовтня 1942, Варшава) — польський право-радикальний політик, публіцист.
Лідер партії «Конгрес нових правих» — польської консервативно-ліберальної партії. Учасник всіх президентських виборів в новітній історії Польщі. Пізніше заснував нову організацію, Вольношьчь. Найкращий показник Януш Корвін-Мікке продемонстрував в 2010 році, коли за нього проголосувало майже 416 тисяч виборців (2,46 %). Депутат Сейму Польщі першого скликання. Депутат до Європарламенту восьмого скликання. Чемпіон Польщі з бриджу, член національної збірної по цій грі. На президентських виборах 10 травня 2015 посів 4 місце із 3,26 % голосами. Був головою партії KORWiN до своєї відставки 15 жовтня 2022 року, а з 2019 по 2023 рік - депутатом Сейму, обраним за виборчим списком від коаліції Конфедерація свободи й незалежності.

## Зовнішня політика
Підтримував союз Польщі з США, але критикував членство в НАТО, розміщення американських військ у Польщі та виступав проти конфронтації з Росією. Він виправдовував політику диктатури Олександра Лукашенка. Він також захищав інший союзний Росії авторитаризм — сирійський режим Башара Асада.

## Підтримка Росії та критика України
Януша Корвіна-Мікке неодноразово звинувачували у підтримці Росії, починаючи з 2010-х років. Про це свідчать його заяви про підтримку російської анексії Криму, його офіційна поїздка на півострів, а також заяви, що відбілюють російську історію та дії, і критика України. Він виступав на російському телебаченні як польський політик, який виступає проти нібито польської «русофобії». Також після вторгнення Росії в Україну у 2022 році він часто виступав з проросійськими заявами, заперечуючи відповідальність Росії за різанину в Бучі, стверджуючи, що українці вбивали колабораціоністів воєнного часу, критикуючи введення санкцій проти Росії через негативні економічні наслідки санкцій, особливо щодо газового конфлікту, припускаючи, що обидві сторони — Україна та Росія — можуть бути причетні до цього, пропонуючи захоплюватися як українським героїзмом, так і російською рішучістю, оскільки українська сторона отримує значну військову підтримку, що дає їй перевагу у війні, і навіть стверджуючи, що після війни Україна може напасти на Польщу через українські ірредентистські претензії на Перемишль, Холм, Жешув, Горлиці та Тарнів.

## Погляди
За віросповіданням деїст. Називає демократію «найбезглуздішою системою у світі». Заявляв, що європейська цивілізація досягла свого піку в XIX столітті, а ісламська цивілізація скоро підкорить Європейський союз.
Вважає, що Адольф Гітлер не був обізнаний про Голокост, а також, що різниця між зґвалтуванням і добровільними сексуальними стосунками незначна.
У травні 2017 року, будучи депутатом Європарламенту, був позбавлений зарплати через розцінки його слів парламентом як образливих на адресу жінок. Надалі Януш Корвін-Мікке пояснював, що його слова були сприйняті невірно.
У Польщі широко відома фраза Корвіна-Мікке, сказана ним на адресу молодого політика лівих поглядів: «Niech Pan sobie żre i żyje dalej» — «Жеріть собі і живіть далі». Ця фраза прозвучала у відповідь на запитання, чому країни з досить високим рівнем життя, такі як Норвегія, Швеція та Фінляндія, не соромляться використовувати соціал-демократичні підходи в економіці.. У листопаді 2021 року звинуватив членів польського сейму в міграційній кризі на кордоні Білорусі.